# Mérce (híroldal)
A Mérce 2017-ben indult magyar baloldali internetes híroldal. Az oldal a 2008-ban indult Kettős Mérce című blogból nőtte ki magát önálló lappá.

## Története
A Kettős Mérce blog 2008 áprilisában indult, eleinte még a magyarinfo.blog.hu címen. A híroldal elindításának ötlete 2014-ben merült fel a blog szerkesztői részéről, ezért adománygyűjtést szerveztek, amiben több mint 3000 ember vett részt, ennek köszönhetően indulhatott el 2017. október 22-én az oldal. Fő kezdeményezője Jámbor András volt. A Mérce baloldali politikai-közéleti oldal, mely 2019-ben elsősorban magánszemélyek támogatásából (41 millió forint) kisebb részben egy, az európai újságírást támogató alapítvány pályázatából származó bevétellel (3 + 12 millió forint) tartotta fenn magát. 2021-ben a német Friedrich Ebert Alapítvány támogatta.

### Főszerkesztők
- 2017 október 22.–2019. december 1.: Jámbor András
- 2019. december 1.– 2021. március 1.: Diószegi-Horváth Nóra[5]
- 2021. március 1.– 2021. augusztus: Bogatin Bence, Papp Gáspár, Pósfai Orsolya (helyettesek)[6]
- 2021. augusztus–2021. szeptember: Bogatin Bence, Papp Gáspár (helyettesek)
- 2021. szeptember– : Papp Gáspár[7]

## Munkatársai[7][8]
- Főszerkesztő: Papp Gáspár
- Főszerkesztő-helyettes: Dobsi Viktória
- Felelős szerkesztők: Bogatin Bence, Csengel Karina, Kiss Soma Ábrahám
- Szerkesztők: Dobsi Viktória, Juhász-Boylan Kincső, Kocsis Árpád, Nun Barbara, Papp Gáspár
- Újságírók: Bernáth Lackó, Bogatin Bence, Csengel Karina, Fazekas Lázár Benjámin, Juhász Vanessza, Kiss Soma Ábrahám, Kocsis Árpád, Kőszeghy Ferenc, Lehoczki Noémi, Tóth Csaba Tibor, Kulcsár Árpád (a Local Cross-Border Journalism Grant Programme keretében dolgozik szerkesztőségben)[8]